# Suakin
Suakin (arabă سواكن) este un oraș în Sudan.